# Moraea bellendenii
Moraea bellendenii är en irisväxtart som först beskrevs av Robert Sweet, och fick sitt nu gällande namn av Nicholas Edward Brown. Moraea bellendenii ingår i släktet Moraea och familjen irisväxter. Inga underarter finns listade i Catalogue of Life.

## Bildgalleri

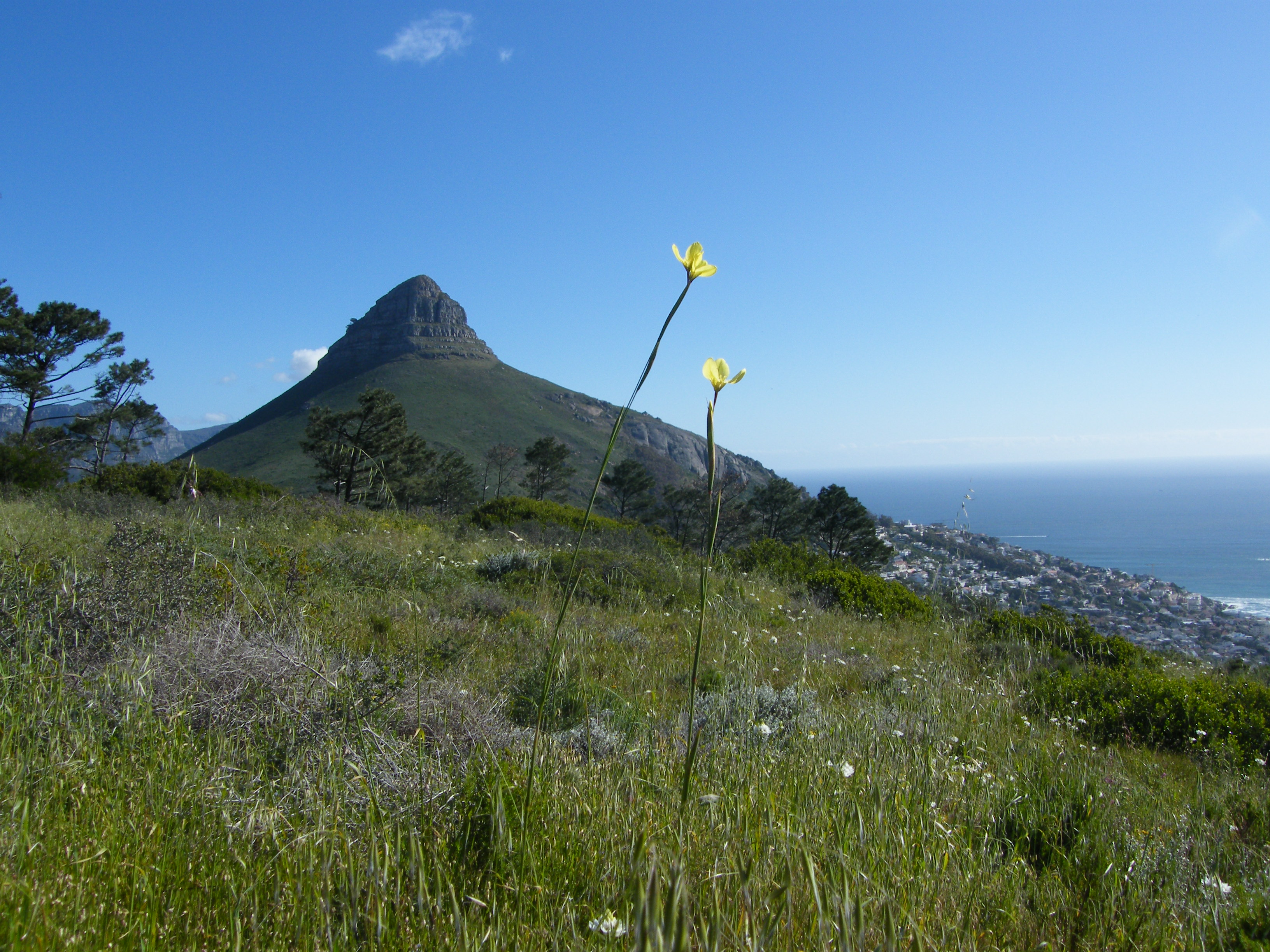
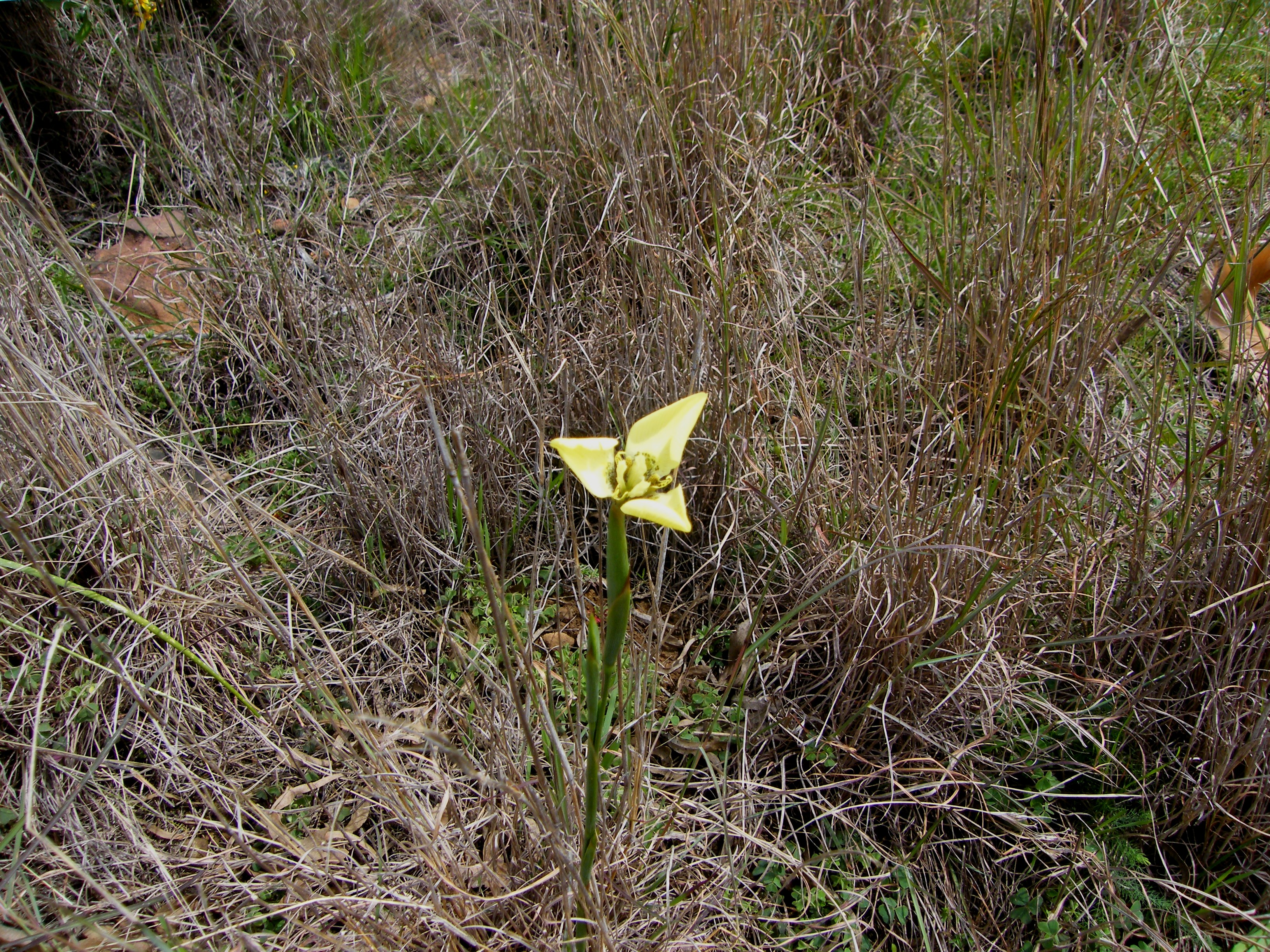
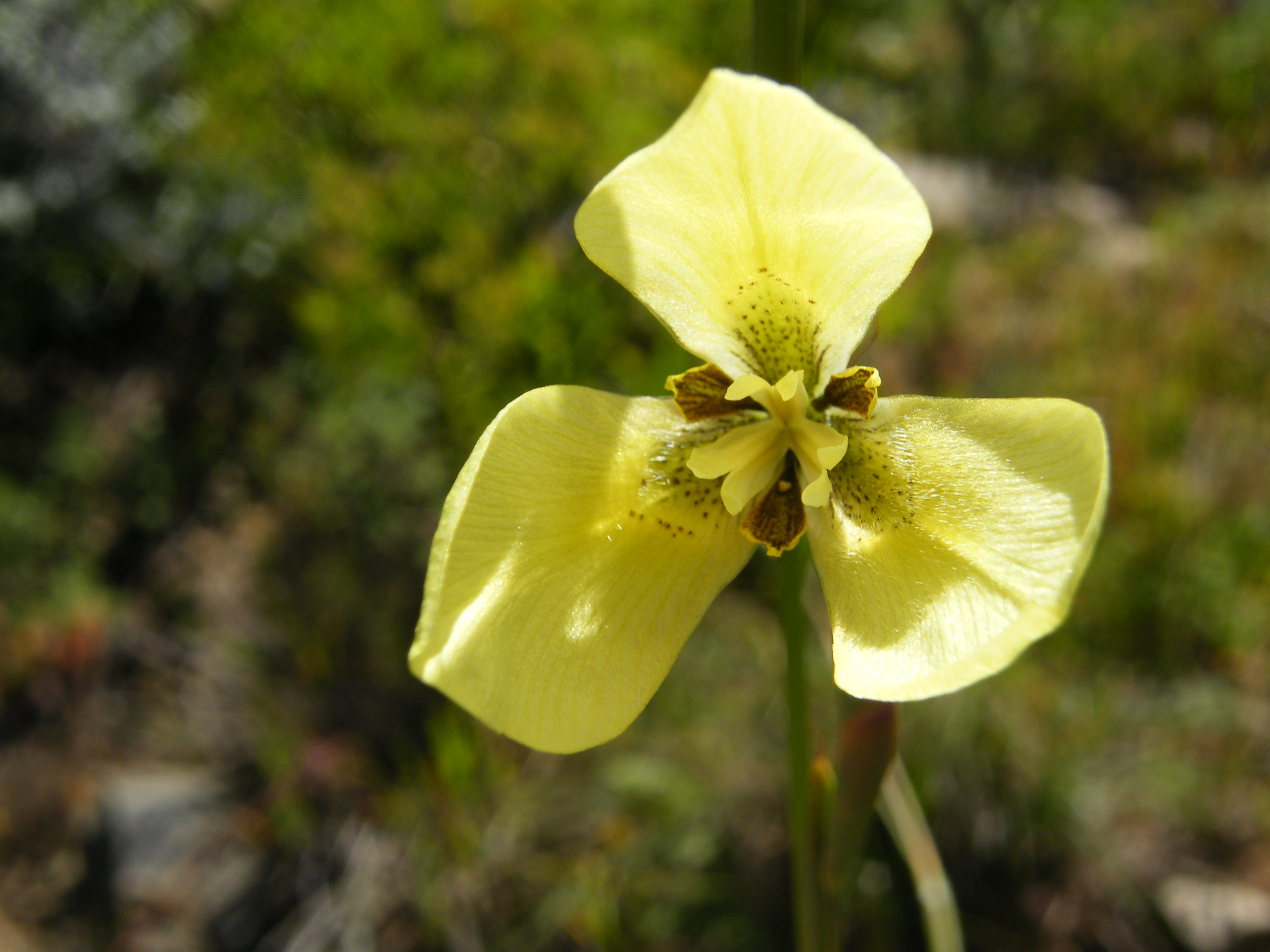